# Die Anweisung zum seligen Leben oder auch die Religionslehre
Die Anweisung zum seligen Leben oder auch die Religionslehre (EA Berlin 1806) ist eine
religionsphilosophische Abhandlung des Philosophen Johann Gottlieb Fichte. Sie basiert auf elf Vorlesungen, die Fichte desselben Jahres gehalten hat. In diesen Vorlesungen versuchte er, die zentrale Aussagen seiner Wissenschaftslehre einem breiteren Publikum zugänglich zu machen und es zur praktischen Umsetzung anzuregen.

## Inhalt
In der Anweisung zum seligen Leben legt Fichte dar, wie ein Mensch in drei Entwicklungsschritten zu sich selber findet:
In der ersten Entwicklungsphase steht der Mensch als das endliche Ich auf dem egoistischen Standpunkt sinnlicher Glückseligkeit; sein Wille ist nicht eins mit dem göttlichen Willen, sondern im Gegensatz zu diesem. In der zweiten Phase erreicht er einen Punkt, wo er zur Wahl zwischen dem eignen oder dem göttlichen Willen (Standpunkt des Gesetzes) aufgefordert ist. In der dritten eignet er sich das Gesetz freiwillig an, womit aller Gegensatz zwischen dem Menschen und Gott aufhört, die reine und freie Moralität, der Zustand der Seligkeit beginnt, „der Mensch in Gott versinkt“ und „Gott alles in allem ist“.
Fichte liegt viel daran, dass sich seine Lehre im Einklang mit der Lehre „des echten Christentums“ befinde, wie er sie v. a. im Johannesevangelium zu erkennen glaubt. Eine solche Beweisführung erfolgt in der 6. Vorlesung.

### Studien
- Björn Pecina, Fichtes Gott. Vom Sinn der Freiheit zur Liebe des Seins, Mohr Siebeck, Tübingen 2007, ISBN 978-3-16-149014-9
- Frédéric Seyler, Fichtes „Anweisung zum seligen Leben“. Ein Kommentar zur Religionslehre von 1806, Verlag Alber, Freiburg 2014, ISBN 978-3-495-48642-9